# أكسجيناز الهيم
أكسجيناز الهيم أو مؤكسد الهيم هو (بالإنجليزية: Heme oxygenase or Heam oxygenase or HMOX or HO)‏ هو إنزيم يُحفّز تحليل الهيم إلى بيليفردين، الحديدية، وأحادي أكسيد الكربون.